# St. Laurentius (Neudenau)

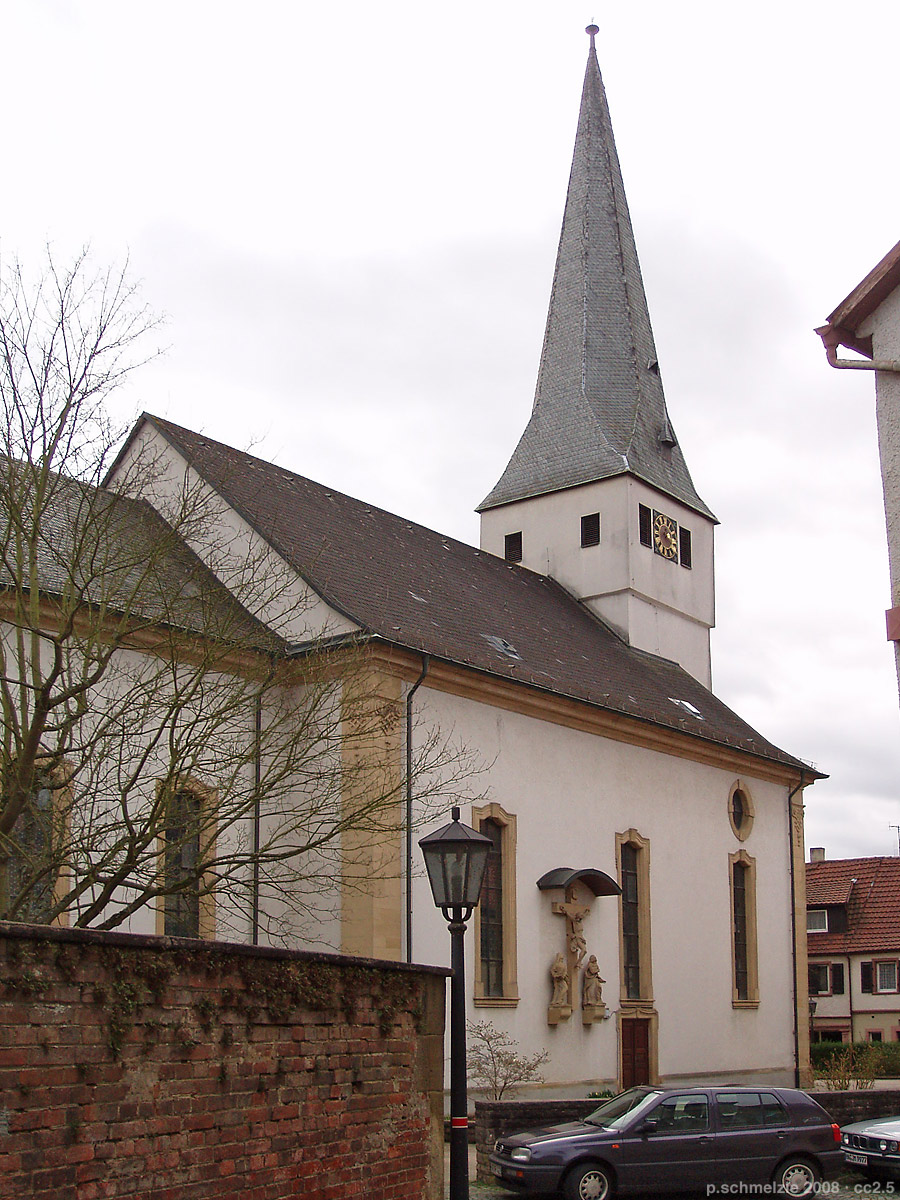
Pfarrkirche St. Laurentius in Neudenau

Die Pfarrkirche St. Laurentius ist eine katholische Pfarrkirche in Neudenau im Landkreis Heilbronn im nördlichen Baden-Württemberg. Die barocke Kirche von 1742 geht auf ein viel älteres gotisches Vorgängerbauwerk zurück. Sie gehört zur Seelsorgeeinheit Billigheim-Neudenau-Schefflenz im Dekanat Mosbach-Buchen der Erzdiözese Freiburg.

## Geschichte
Der Bau der ersten Kirche in Neudenau steht vermutlich in Zusammenhang mit der Anlage der dortigen Burg und dem Ausbau des Ortes zur Stadt im 13. Jahrhundert. Das Zehntrecht lag beim Kloster Amorbach und ging im Jahr 1276 an das Stift Wimpfen, wobei die Gangolfskapelle im nahen (heute untergegangenen) Ort Deitingen von einer selbständigen Pfarrkirche zu einer Filialkirche der Neudenauer Kirche wurde. 1301 stiftete Konrad von Weinsberg die Frühmesspfründe auf den Nikolausaltar der Kirche. 1330 erfolgte ein Neubau der Kirche, auf den der heutige Kirchturm noch zurückgeht. Burkhard Sturmfeder stiftete in der Mitte des 14. Jahrhunderts die Liebfrauenpfründe und einen kleinen Katharinenchor samt zugehöriger Priesterpfründe. 1606 war die Kirche bereits baufällig, doch verzögerte sich der Neubau zunächst wegen der vielen Kriege des 17. Jahrhunderts. Im frühen 18. Jahrhundert herrschte dann ein langwieriger Streit zwischen der Kirchengemeinde in Neudenau und dem Stift Wimpfen über die Baupflicht, wobei diese letztlich für das Langhaus bei der Kirchengemeinde und für den Chor beim Stift Wimpfen lag. Zwischen 1739 und 1741 reichten die Baumeister Franz Häffele und Georg Philipp Wenger Pläne für einen Kirchenneubau ein, der Auftrag zur Ausführung wurde schließlich an Wenger erteilt. Der Bau wurde 1742 unter Beibehaltung des alten, 44 Meter hohen Turmes vollendet, aber erst 1748 neu geweiht. Die Innenausstattung wurde in den Folgejahren beschafft. Die Treppentürme auf der Westseite wurden 1898 angebaut. Im Sommer 2012 wurde die Kirche außen komplett saniert.

## Beschreibung

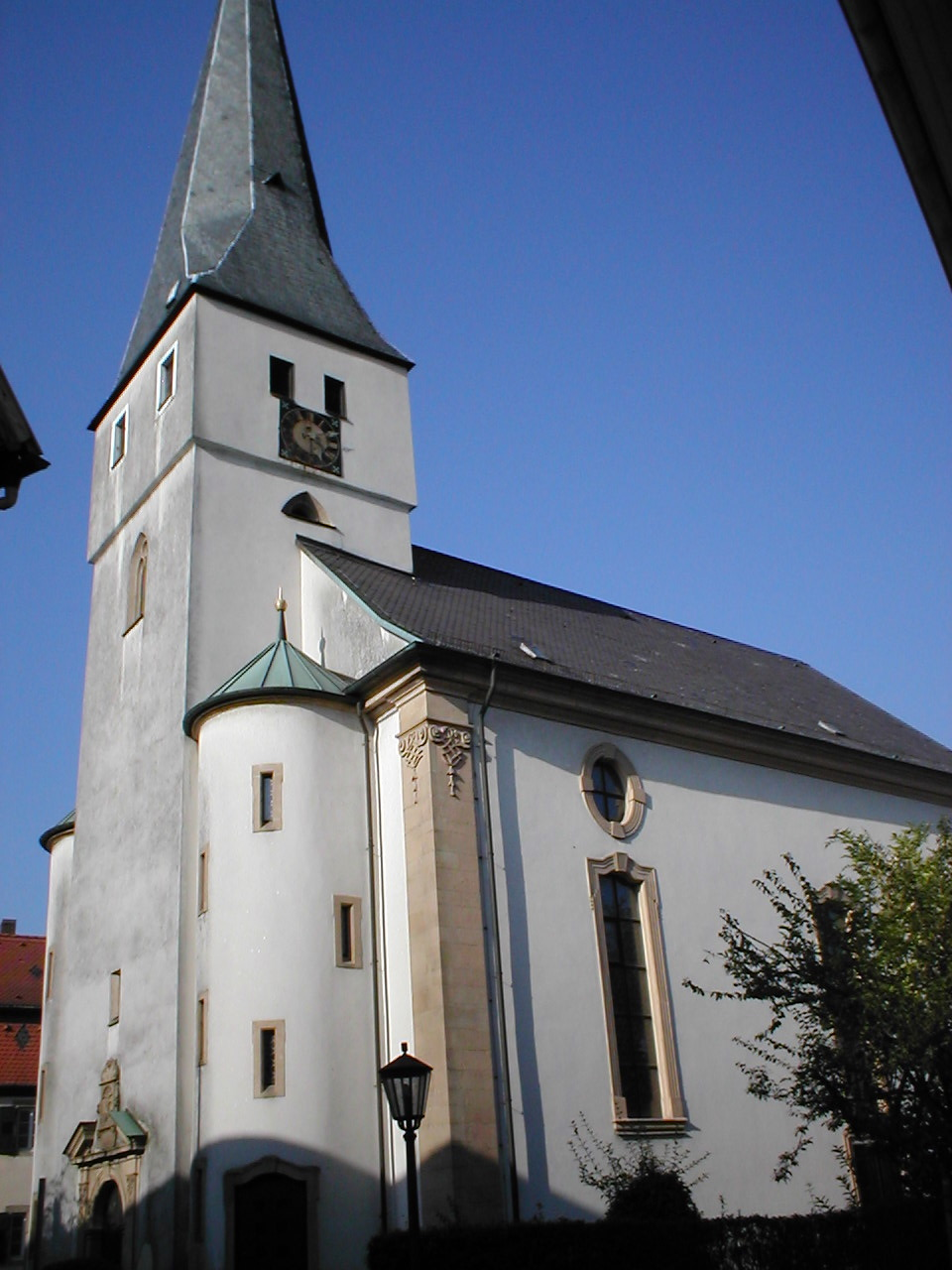
Turm mit seitlichen Treppentürmen

### Gebäude
Die Pfarrkirche St. Laurentius ist ein barocker einschiffiger Kirchenbau mit einem 44 Meter hohen, spätgotischen Kirchturm im Westen und einem Chor im Osten. Die Kirche liegt auf einer Anhöhe am nördlichen Ufer der Jagst, der historische Siedlungskern von Neudenau schließt sich halbkreisförmig nach Nordwesten um die Kirche an. Um die Kirche herum befindet sich religiöser Bild- und Figurenschmuck, darunter eine Kreuzigungsgruppe an der Nordwand der Kirche gegenüber einem historischen reliefgeschmückten Grabdenkmal sowie eine Mariengrotte.
Das gewölbte Untergeschoss des Westturms dient als Eingangshalle, seitlich am Turm sind auf beiden Seiten kleinere Treppentürme zur Empore angeordnet. Das Langhaus ist von einer flachen Decke überspannt. Der Bauschmuck im Inneren besteht im Wesentlichen aus Stuckarbeiten an Triumphbogen, Fensterstürzen und -gewänden, Decke und der Brüstung der im Westen eingezogenen zweigeschossigen Empore, auf deren zweitem Geschoss sich die Orgel befindet.

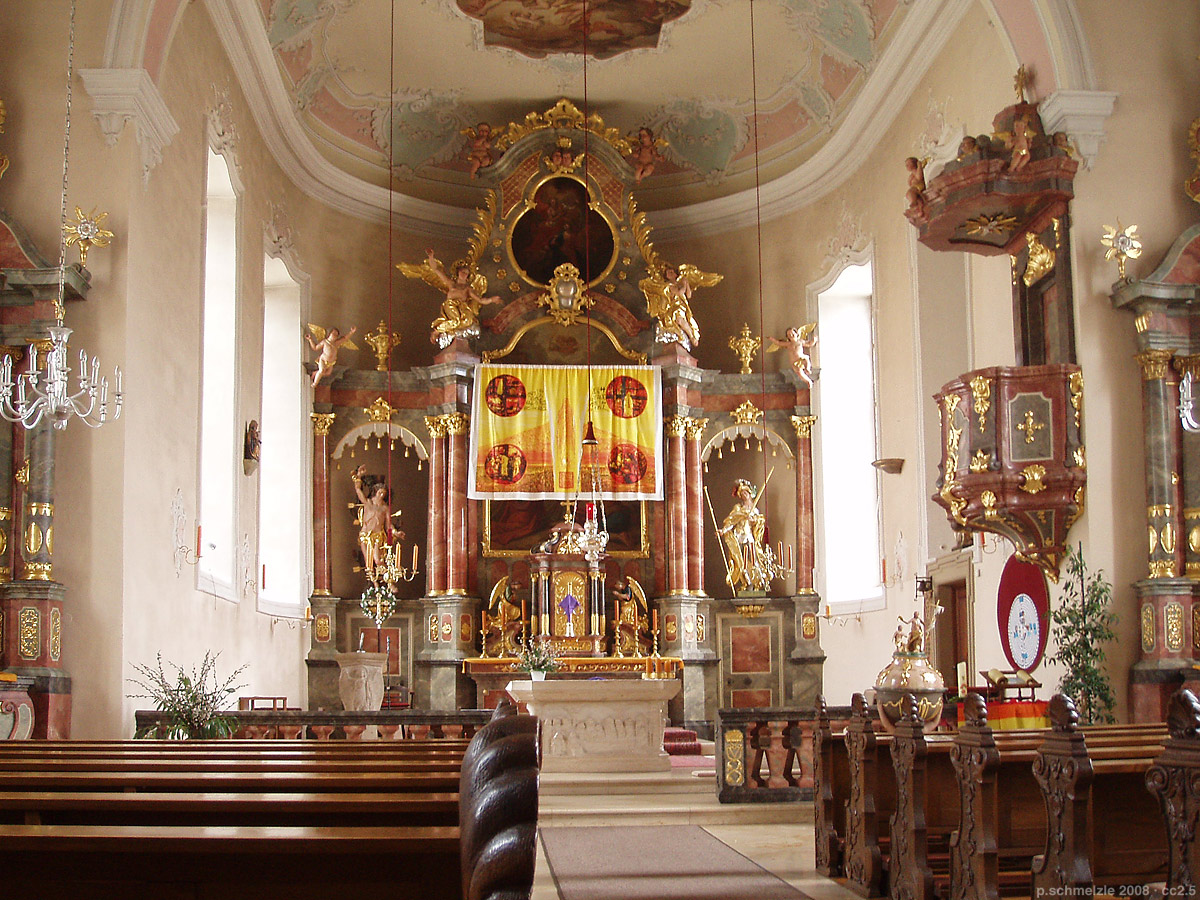
Blick zum Chor
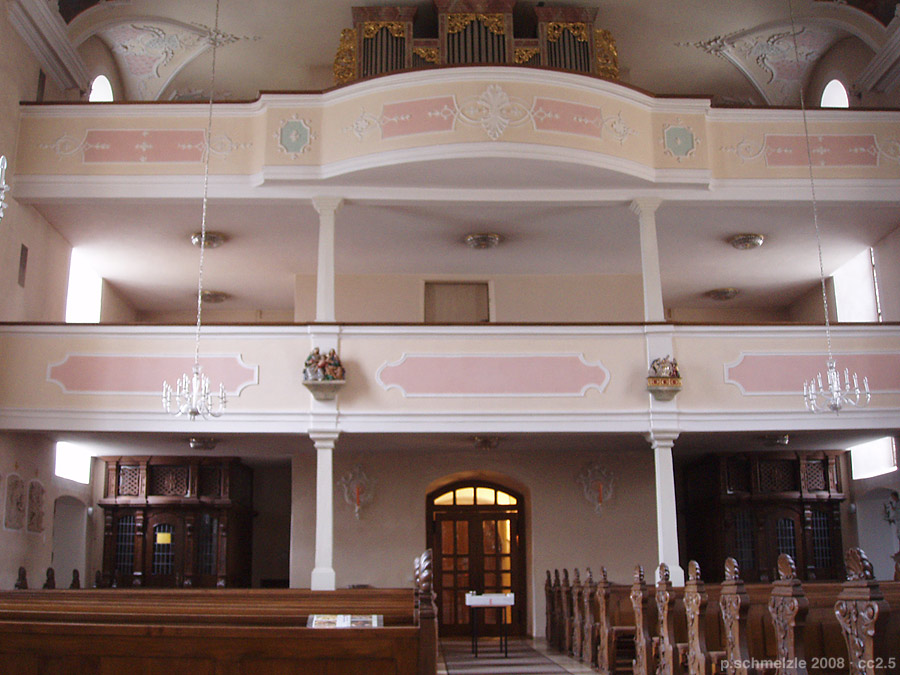
Empore
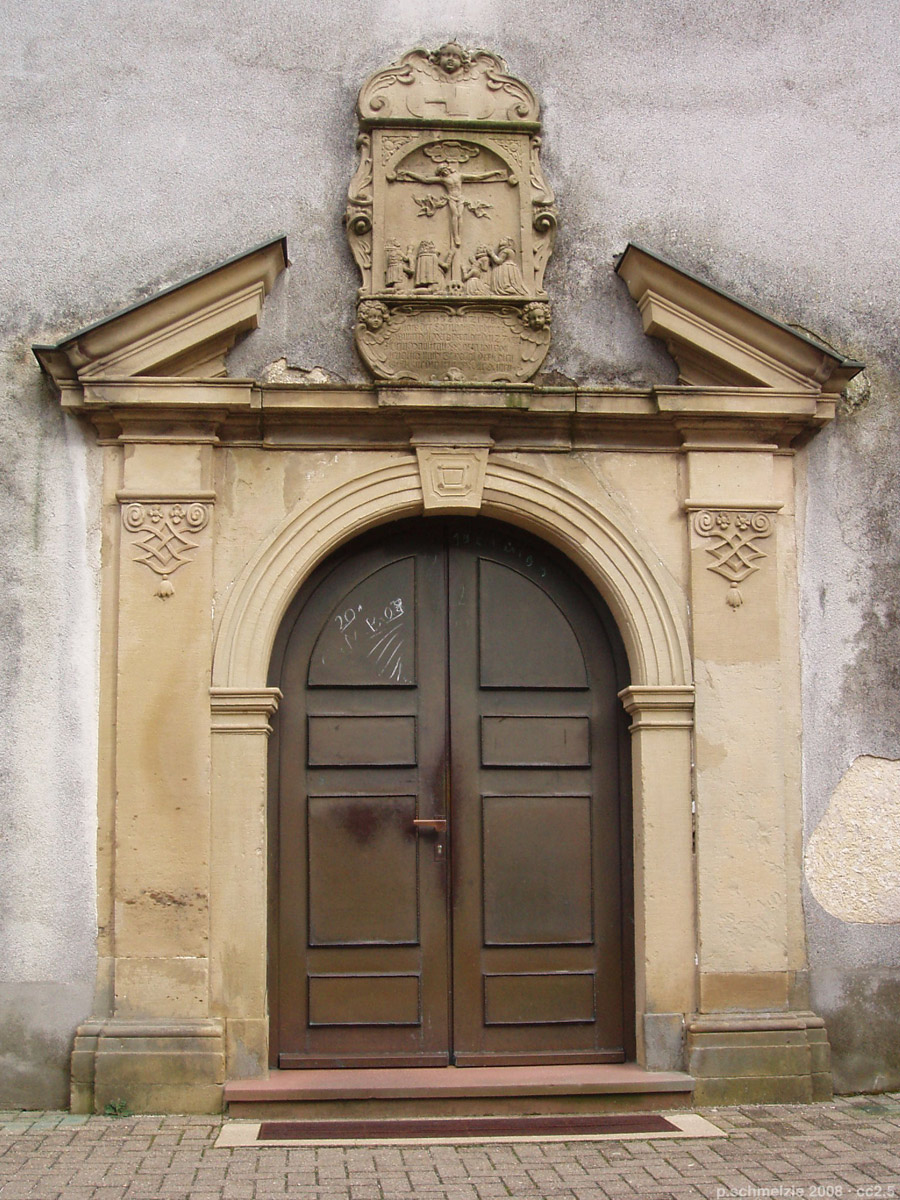
Westportal
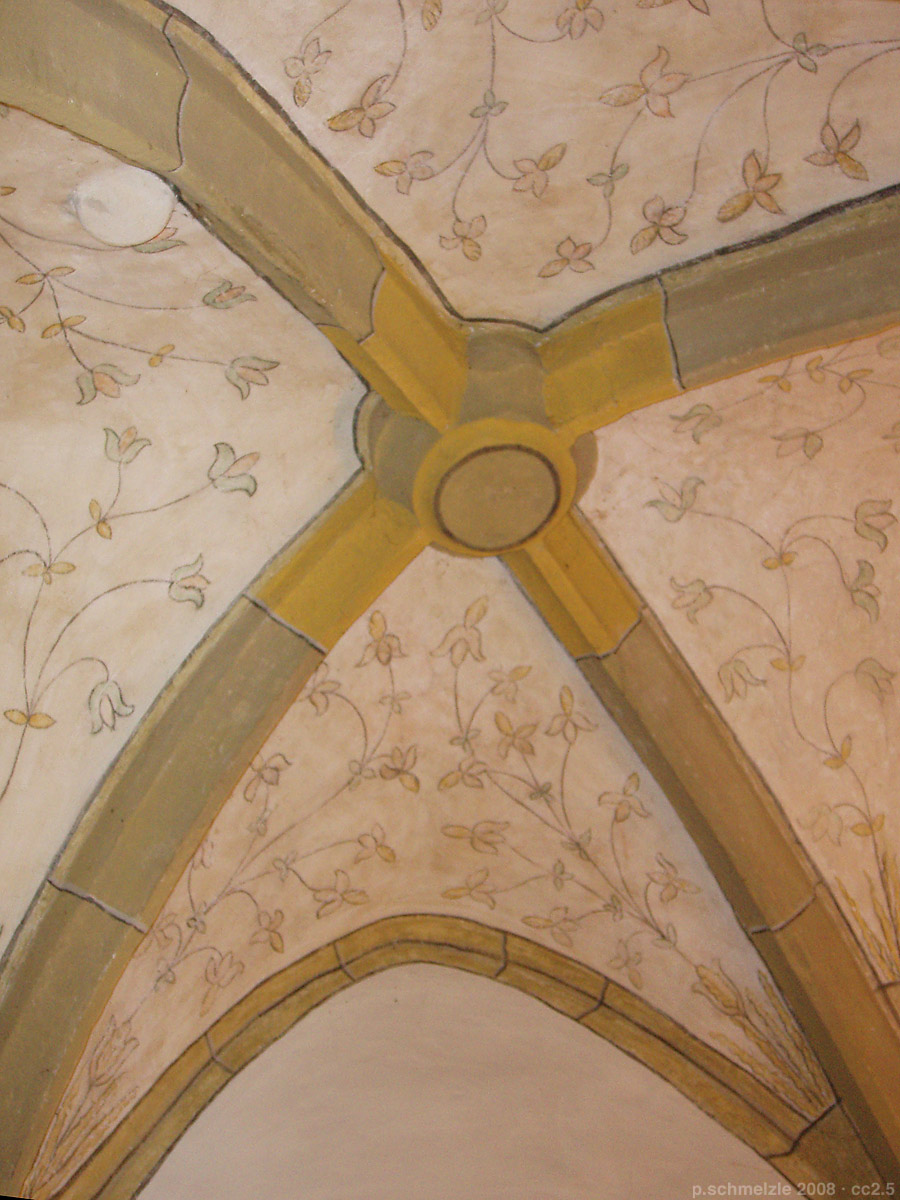
Turmgewölbe

### Ausstattung
Die Ausstattung der Kirche (Hochaltar, Seitenaltäre, Kanzel, Taufstein) stammt noch überwiegend aus dem 18. Jahrhundert. An der Nordwand im Chor ist eine spätgotische hölzerne Anna selbdritt aufgestellt. Im Langhaus befinden sich an der Nordwand barocke Skulpturen des Hl. Antonius und Hl. Franziskus. Außerdem gibt es in der Kirche mehrere in die Wände des Langhauses eingelassene Steintafeln mit Kreuzwegstationen von 1856. Der Zelebrationsaltar wurde in der zweiten Hälfte des 20. Jahrhunderts von Heinz Singer (* 1932) gestaltet und zeigt an seinen Längsseiten Reliefplastiken mit biblischen Motiven.
Das Deckengemälde im Langhaus stammt von Sebastian Schedell aus Aub und zeigt die Aufnahme Mariens in den Himmel. Das ähnlich alte Deckengemälde des Chors zeigt die Heilige Dreifaltigkeit.

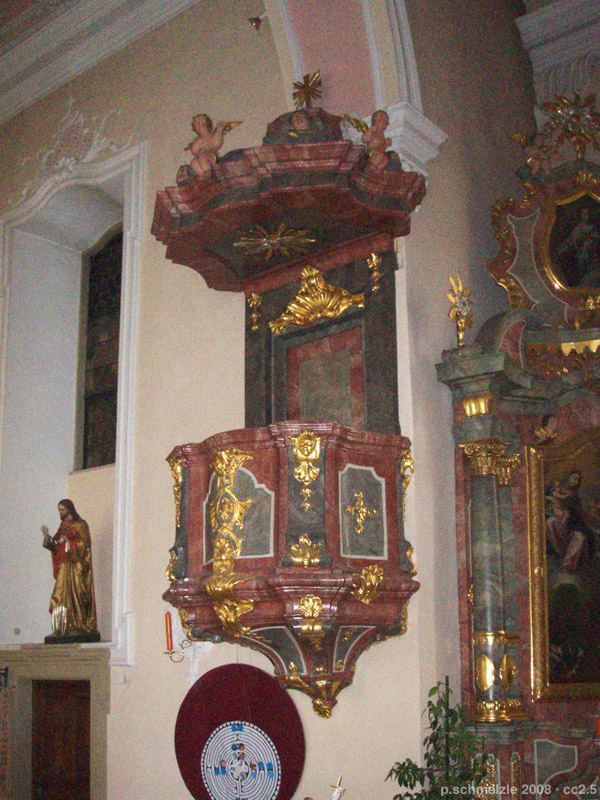
Kanzel
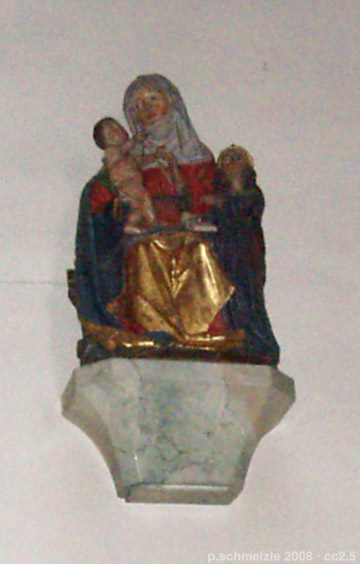
Anna selbdritt
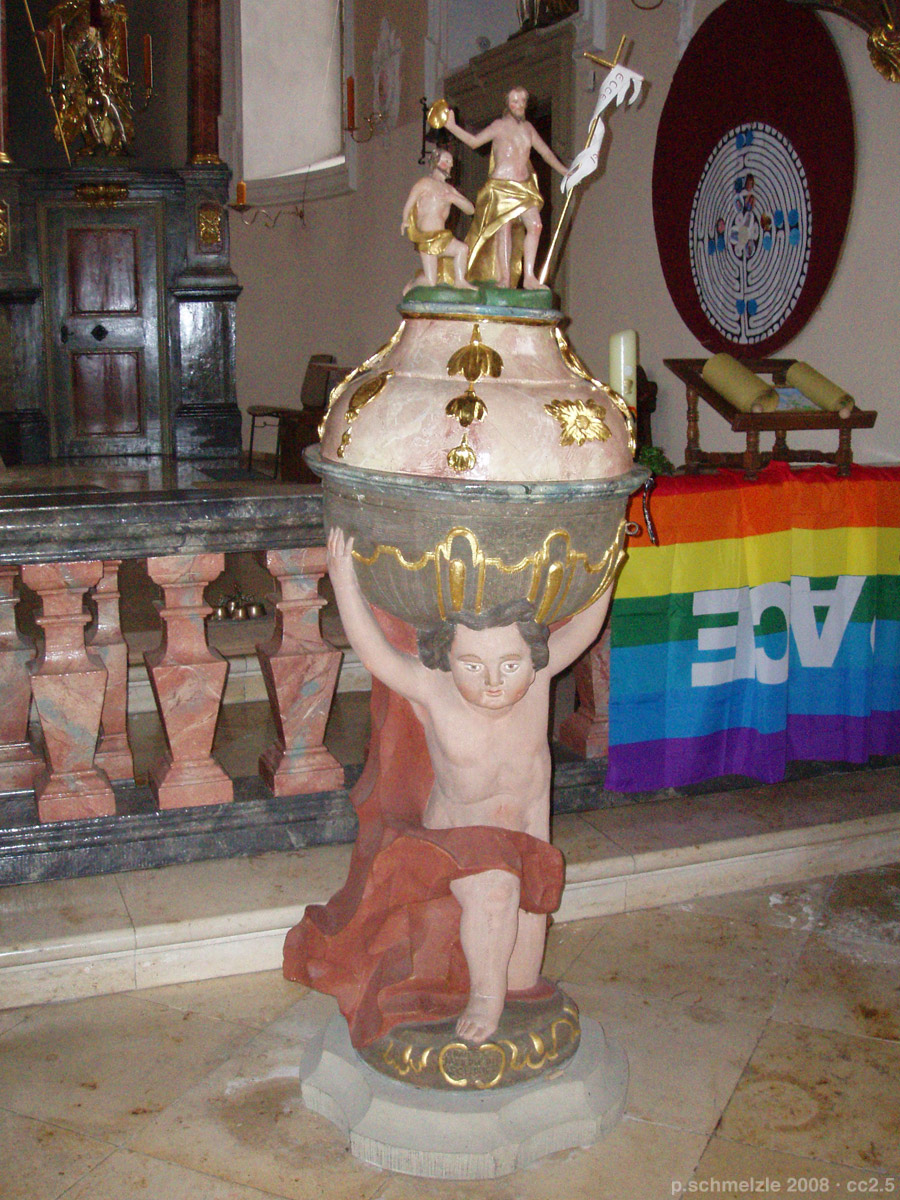
Taufstein
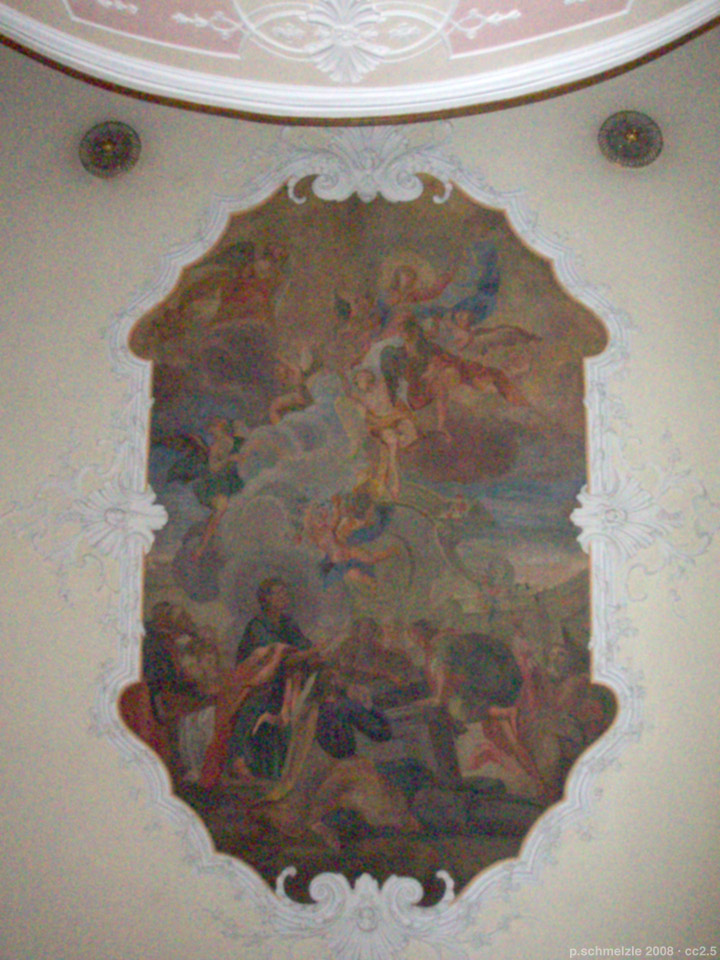
Deckengemälde im Langhaus
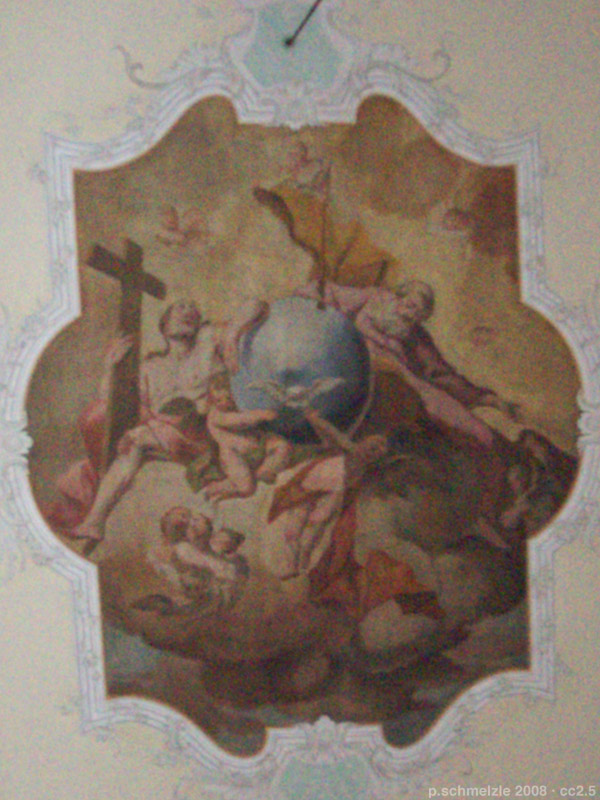
Deckengemälde im Chor: Dreifaltigkeit

### Altäre
Der barocke Hochaltar im Chor zeigt auf seinem Altarbild eine Szene aus dem Leben des Kirchenpatrons Laurentius. Das Bild wurde in der Karwoche jeweils durch eine Darstellung des Heiligen Grabes ersetzt und war im 19. Jahrhundert zerschlissen, weswegen das ursprüngliche Altarbild 1867 durch ein neues Gemälde von Wilhelm Dürr (1815–1890) ersetzt wurde, das der Neudenauer Gemeinderat Franz Theodor Merckle (1807–1889) gestiftet hat. In den Seitennischen des Hochaltars befinden sich Skulpturen des Hl. Sebastian und Hl. Gangolf.
Die Seitenaltäre um 1756 zu beiden Seiten des Chorbogens zeigen als Altarbilder den Hl. Nikolaus von Myra auf dem linken und die Übergabe des Rosenkranzes an den Hl. Dominikus auf dem rechten Altar. Die Seitenaltäre sowie die von dem Marmorierer Peter Schaidthauff (1707–1754) geschaffene Kanzel am rechten Chorbogen sind weitgehend original.

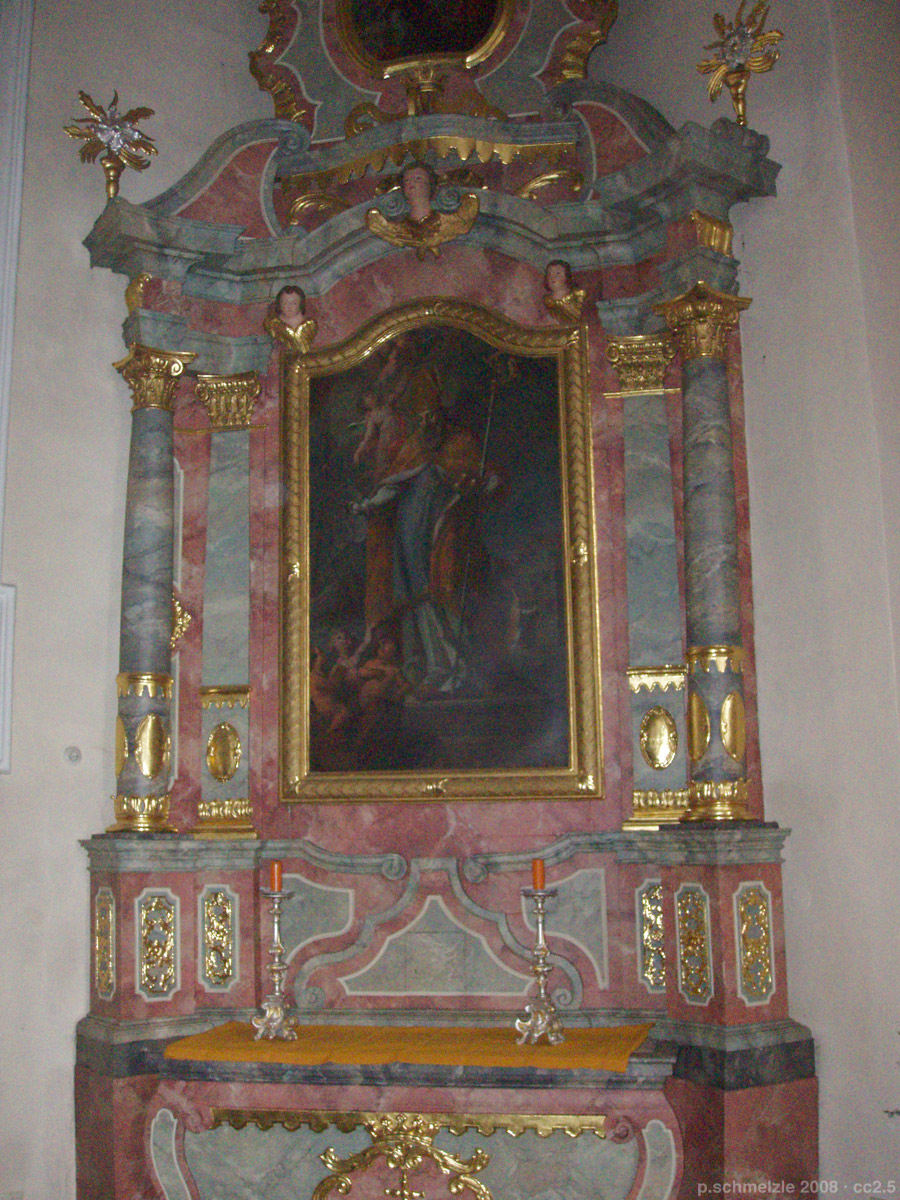
Seitenaltar links
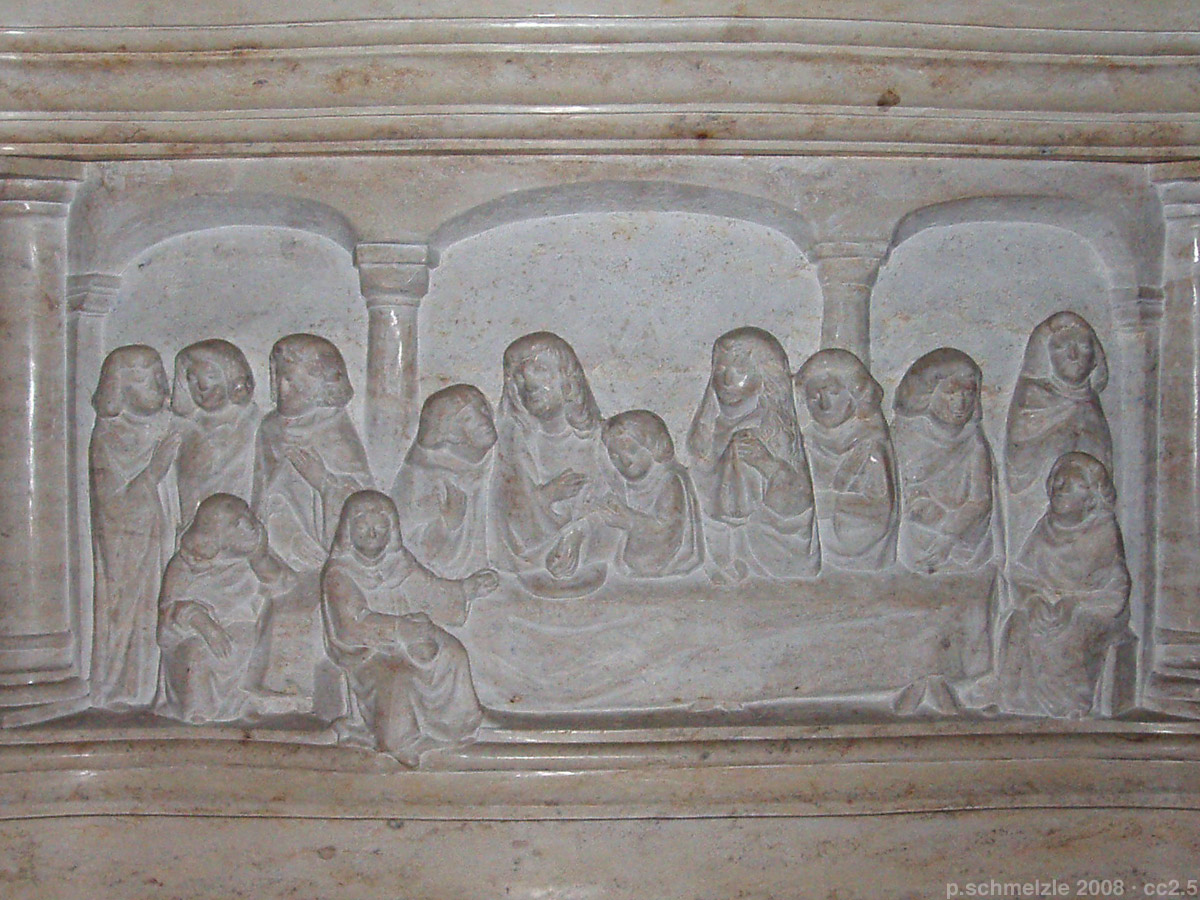
Reliefplastik am Zelebrationsaltar
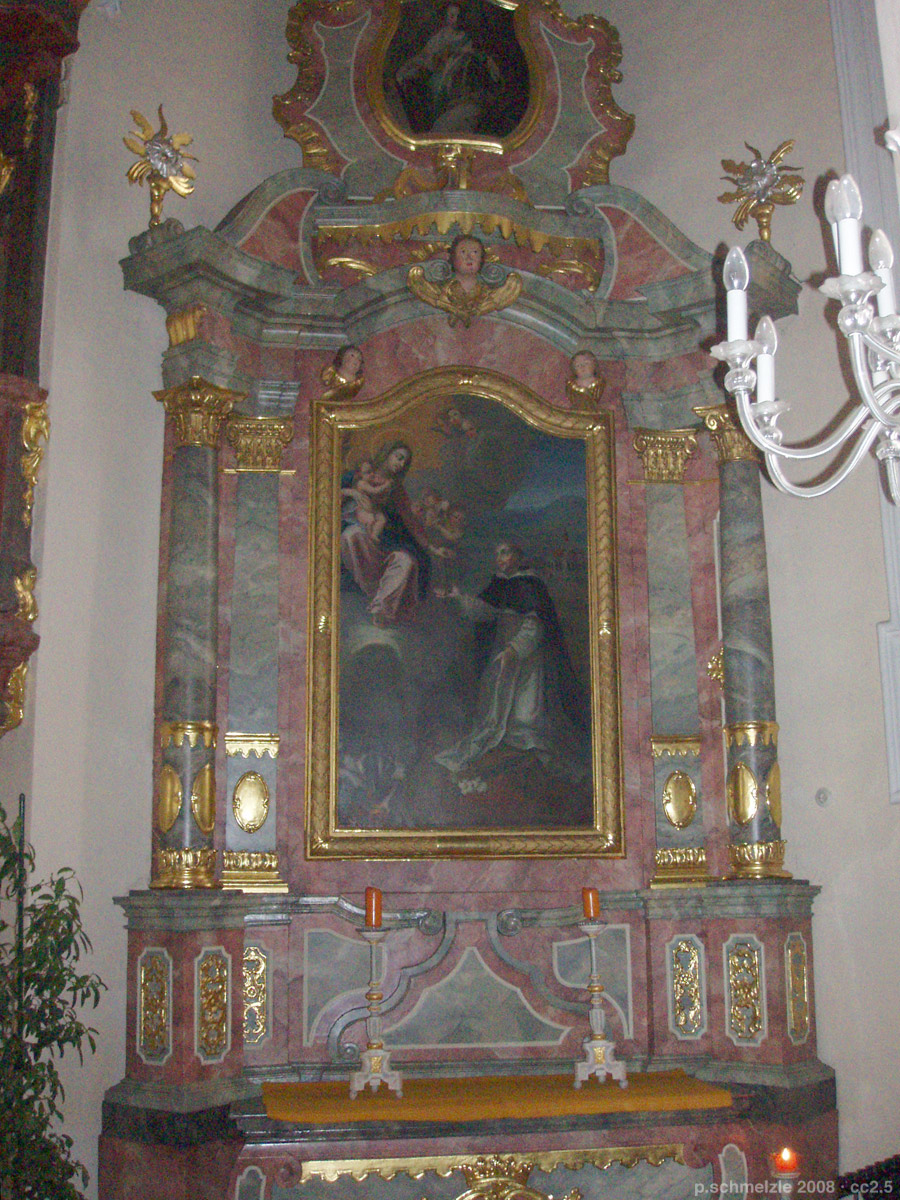
Seitenaltar rechts

## Glocken
Im Kirchturm hängen vier Glocken, die 1950 von Friedrich Wilhelm Schilling in Heidelberg gegossen wurden.
| Glocke | Name             | Durchmesser | Gewicht | Schlagton | Inschrift |
| ------ | ---------------- | ----------- | ------- | --------- | --- |
| 1      | Josefsglocke     | 1116 mm     | 970 kg  | f′-2      | HL. JOSEPH BITTE FÜR DIE 30 NOCH VERMISSTEN KRIEGER UND UM EINE GUTE STERBESTUNDE – ZUR ERINNERUNG AN DIE IM KRIEGE 1939 - 1945 VON NEUDENAU GEFALLENEN 53 KRIEGER |
| 2      | Marienglocke     | 960 mm      | 521 kg  | as′-1     | AVE MARIA GRATIA PLENA ORA PRO NOBIS (Heilige Maria, voll der Gnade, bitte für uns)                                                                                |
| 3      | Laurentiusglocke | 840 mm      | 354 kg  | b′-1      | ST. LAURENTI, PATRONE ECCLESIAE TUVERE NOS (Heiliger Laurentius, Patron der Kirche, beschütze uns)                                                                 |
| 4      | Gangolfglocke    | 735 mm      | 248 kg  | c″-1      | ST. GANGOLF MARTYR PRO FIDELITATE IMPLORA NOBIS PERSEVERENTIAM |

## Kirchplatz
Der Platz um die Kirche war die ursprüngliche Neudenauer Begräbnisstätte, bevor dort nach dem Neubau der Kirche und dem Bau des Schulhauses 1780 die Platzverhältnisse beengt wurden und 1780 der heutige Neudenauer Friedhof angelegt wurde.
An der Nordwand der Kirche ist eine historische Kreuzigungsgruppe angebracht, die 1716 von dem kurpfälzischen Leutnant Johann Krintz zu Ehren von dessen Frau Susanna Catharina, geb. Goos, gestiftet und ursprünglich in der Neudenauer Vorstadt aufgestellt worden war. Der Bildhauer war Georg Friedrich Schmiegd (auch Schmicht) aus Amorbach im Odenwald. Im Lapidarium des Josefine-Weihrauch-Heimatmuseums hat sich der Inschriftenstein mit Angaben zu Stifter und Bildhauer erhalten, der einst den Sockel der Figurengruppe schmückte. 1858 wurde die Figurengruppe, noch mit ihrem ursprünglichen Sockel, an die Westwand der Kirche versetzt. Als 1898 die Treppentürme der Kirche angebaut wurden, kam die Figurengruppe, weiterhin mit Sockel, an ihren heutigen Platz links des nördlichen Seiteneingangs der Kirche. 1972 wurde die Kreuzigungsgruppe vom Sockel abgenommen und die Figuren in ihrer heutigen Anordnung an der Kirchenwand befestigt.
Gegenüber der Kreuzigungsgruppe befindet sich auf dem Kirchplatz eine Ölberggruppe aus Sandstein, geschaffen von dem Neckarsulmer Bildhauer Johann Zartmann. Der Ölberg wurde 1864 von Franz Michael Merckle gestiftet und befand sich ursprünglich ebenfalls an der Westwand der Kirche über der Begräbnisstätte der Großmutter des Stifters, Barbara Diemer geb. Goos († 1805). Wie die Kreuzigungsgruppe musste auch der Ölberg 1898 beim Anbau der Treppentürme weichen und wurde an die südliche Außenwand der Kirche versetzt, wo er bis in die 1960er Jahre verblieb, bevor er abgebaut und in den Pfarrhof versetzt wurde. Im Jahr 2000 wurde der Ölberg restauriert und wieder im Kirchhof, nun nördlich der Kirche, aufgestellt.